# Syneta
Syneta  (лат.) — род листоедов (Chrysomelidae) из подсемейства синетин (Synetinae). В России встречаются 2 вида.

## Этимология
Название рода на латыни, возможно, произошло от греческого языка: syn на греческом означает с, вместе, плюс еще суффикс eta.

## Описание
Syneta — это листоеды маленьких размеров, в длину достигающие всего 6—8 мм. Тело удлинённое, почти цилиндрическое, покрыто тоненьки волоском. Основание надкрылий шире ширины переднеспинки. Усики длинные, почти достигают половины длины тела.

## Экология и местообитания
Syneta можно встретить на деревьях. Имаго чаще всего встречаются на хвойных семейства сосновых (Pinaceae), например, лиственница (Larix), сосна (Pinus), ель (Picea), пихта (Abies) и другие. Однако, виды Syneta ferruginea и Syneta betulae встречаются на представителях лиственных деревьев семейства берёзовых (Betulaceae), а также Syneta albida поражает множество разных деревьев, включая и фруктовые.
Личинки Syneta albida питаются корнями лиственных деревьев. Личинка развивается в почве, где окукливается весной.

## Перечень видов
Некоторые виды рода:
- Syneta adamsi Baly, 1877
- Syneta albida Leconte, 1857
- Syneta betulae (Fabricius, 1792)
- Syneta carinata Mannerheim, 1843
- Syneta extorris Brown, 1940
- Syneta ferruginea Germar, 1811
- Syneta hamata Horn, 1893
- Syneta pilosa Brown, 1940
- Syneta seriata Leconte, 1859
- Syneta simplex Leconte, 1857